# Ælfstan (Ramsbury)
Ælfstan († 981) war Bischof von Ramsbury. Er wurde 970 zum Bischof geweiht und trat sein Amt im gleichen Jahr an. Er starb 981.